# تيبل روك
تيبل روك Table Rock هي بحيرة اصطناعية أو خزان في أوزاركس في جنوب غرب ولاية ميسوري وشمال غرب أركنساس. شيدت بين عامي 1954-1958 على النهر الأبيض من قبل المهندسين بالجيش الأمريكي.
وهي منطقة شهيرة لمدينة شل نوب بولاية ميسوري وبلدة برانسون بولاية ميزوري القريبة. هناك العديد من المراسي التجارية على طول البحيرة، ويقع منتزه تابل روك ستيت على الجانب الشرقي، شمال وجنوب جدول سد روك. في اتجاه مجرى النهر من السد، تدير إدارة الحفاظ على ميزوري مفرخًا للأسماك، يستخدم لتخزين التراوت في بحيرة تانيكومو. يخلق الماء البارد الذي يتم تصريفه من السد بيئة صيد سمك السلمون المرقط في البحيرة.
تستمد البحيرة اسمها من تكوين صخري يشبه الطاولة في في تيبل روك ، ميسوري على الطريق السريع 165 على بعد ميل ونصف من المصب حيث تم بناء السد.

## درجة حرارة البحيرة
تختلف درجة حرارة منطقة البحيرة وفقًا للموسم :
- الربيع: 56 إلى 77 °ف (25 °م)
- الصيف: 85 إلى 90 °ف (32 °م)
- خريف: 71 إلى 82 °ف (28 °م)
- الشتاء: 42 إلى 47 °ف (8 °م)

## بيانات البحيرة
قياسات السد والمخرج 
- طول السد: 6,423 قدم (1,958 م)
- طول القسم الخرساني: 1,602 قدم (488 م)
- أقصى ارتفاع للسد فوق المجرى: 252 قدم (77 م)
- الخرسانة في السد: 1,230,000 يارد مكعب (940,000 م3)
- الأرض في السد: 3,320,000 يارد مكعب (2,540,000 م3)
- طول المفيض: 531 قدم
- بوابات الممر من حيث الحجم: 45x37 قدم
- حجم مخرج القنوات: 4x9 قدم

ارتفاعات السد فوق متوسط مستوى سطح البحر 
- أعلى السد: 947 قدم (289 م)
- قمة الممر: 896 قدم (273 م)
- أعلى قمة للبركة: 931 قدم (284 م)
- أعلى قمة للحوض: 915 قدم (279 م)

مساحة البحيرة 
- البركة: 52,300 أكر (212 كـم2)
- مياه النهر: 43,100 أكر (174 كـم2)

سعة التخزين القصوى 
- بركة السد: 760,000 قدم فدان (940,000,000 م3)

طول الشاطئ 
- تجمع مياه الفيضانات: 857 ميل (1,379 كـم)
- المياه الاساسية: 745 ميل (1,199 كـم)

أخرى 
- المناطق: 2,702,000
- مجموع البحيرة: 3,462,000

بيانات توليد الطاقة 
- عدد وحدات التوليد: 4

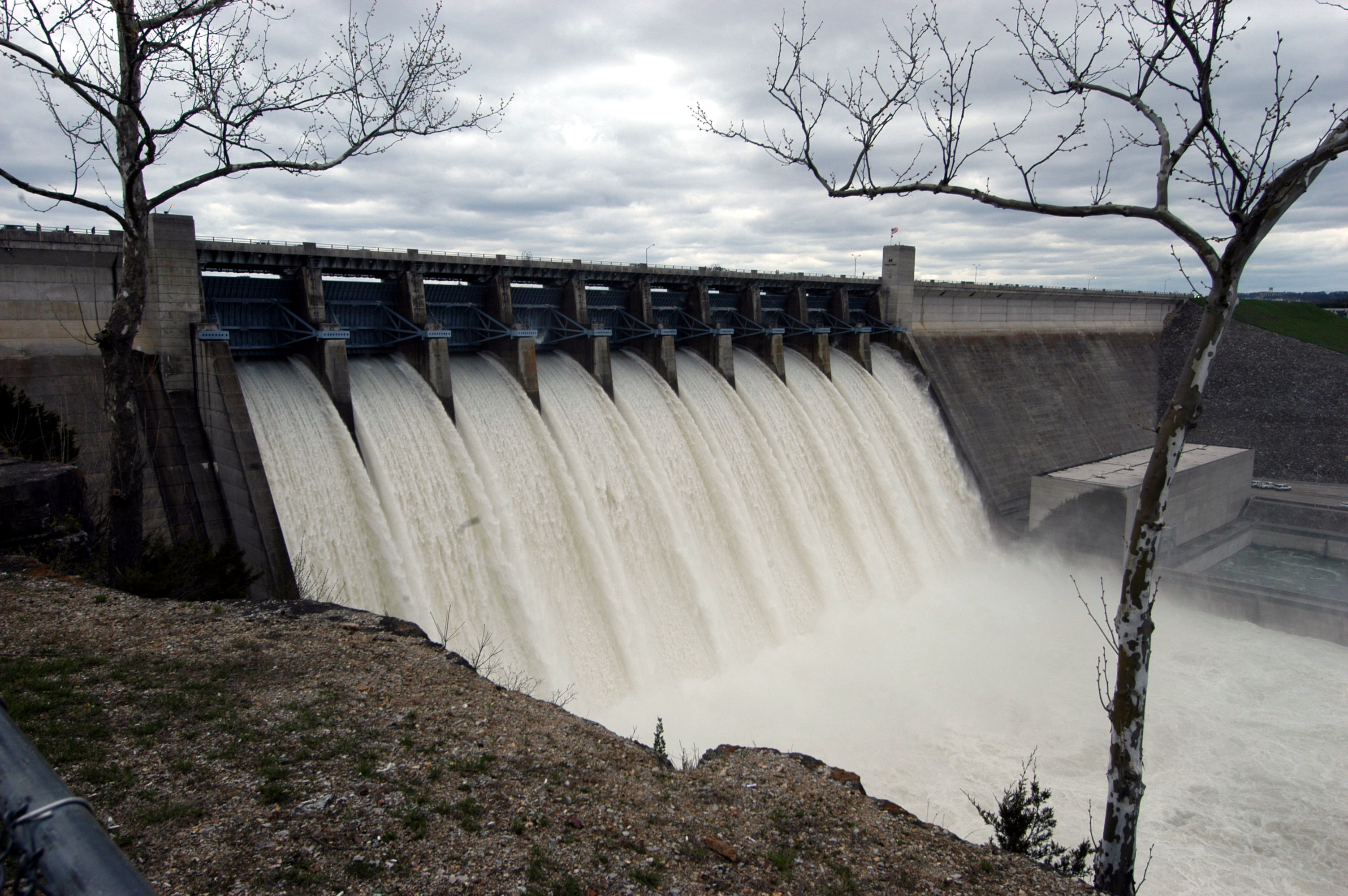
سد الروك تيبل خلال فيضان أبريل 2008 مع فتح جميع بوابات السد

- السعة المقدرة لكل وحدة: 50 ميجاوات
- القدرة المركبة للمحطة: 200 ميغاوات

## السيطرة على الفيضانات
كان الغرض الأصلي من الخزان للسيطرة على الفيضانات على النهر الأبيض. تم السماح بالسد قبل شهر بموجب قانون السيطرة على الفيضانات في 3 سبتمبر 1943. الخزان لديه تقلبات 16 قدم (4.9 م) . عندما يكون الخزان فوق حوض الفيضان الأقصى، فإن المياه الزائدة تمر فوق ممر الفيضان الإضافي في الطرف الشمالي من السد.
أسوأ سيناريو لتصريف مياه الفيضانات الكارثية من بحيرة تيبل روك باستخدام بوابات الفيضان المساعدة سيشبه تقريبًا هذا:
على ارتفاع 931 بحيرة روك تيبل بكامل طاقتها الفيضانات. يتم فتح بوابات Tainter العشرة لاستيعاب تدفق البحيرة الإضافي من حوض النهر الأبيض بما في ذلك تصريف نهر جيمس وبحيرة بيفر.
على ارتفاع 937 من بحيرة روك تعلو 6 أقدام فوق مساه الفيضان. يتم فتح بوابات تاينر العشرة على نطاق أوسع في محاولة لتثبيت ارتفاع الخزان. سيصل التدفق من البحيرة في ظل هذه الظروف إلى 200-300 ألف قدم مكعب في الثانية (CFS).
عند ارتفاع 942 من بحيرة روك تعلو 11 قدمًا فوق مياه الفيضان وفي «بركة التصميم»، أو أقصى ارتفاع تم تصميم الخزان للوصول إليه، تحت سيناريوهات «الحد الأقصى المحتمل للفيضان». سيتم رفع بوابات تاينر العشرة للسد بالكامل إلى أقصى ارتفاع لها يبلغ حوالي 30 قدمًا مما يترك 550 ألف CFS مفكوكة في بحيرة تانيكومو. هذا السيناريو من شأنه أن يغرق ويدمر بشكل فعال القوة وشبكة نقل الطاقة والمفرخات ويؤدي إلى تدمير خطير للأسفل.
في الارتفاع 947 سيكون سد الروك في طاقته القصوى وسيكون الماء في أعلى السد. سيتم إحضار المفيض الإضافي عبر الإنترنت، بالتنسيق مع بوابات الفيضان المفتوحة بالكامل في بحيرة بروك. يطلق هذا البروتوكول الكارثي أو «الملاذ الأخير» مليون CFS من مياه البحيرة في تانيكومو ويتسبب في تدمير مروع لبرانسون، هوليستر، بوينت لوكاوت وربما سد باورسايت. عند هذه النقطة، هناك خطر من انقلاب المياه على السد الخرساني وخرق الهيكل الترابي، مما يؤدي بشكل وشيك إلى فشل إنشائي كارثي وإطلاق غير محكم لمحتجز بحيرة تيبل روك - ما يقرب من 3 ملايين CFS من الماء.
وصلت بحيرة تيبل لقمة قياسية بلغت 935.47 قدمًا، والتي حدثت في 27 أبريل 2011.
في ديسمبر 2015، أطلق السد 72000 CFS في ذروته. هذا هو أعلى حد تم إصداره على الإطلاق.

## المرافق والحدائق
يوفر منتزه تيبل روك الوصول إلى البحيرة. على بعد ستة أميال من برانسون وتقع جنوب السد والمخرج مباشرة، وتشمل المرافق إطلاق قارب ومرسى كامل الخدمات (بما في ذلك المقهى واستئجار القوارب ومتجر غوص السكوبا) وأرض المخيم (بما في ذلك التوصيلات الكاملة للركاب وعربة يورت) وإمكانية الوصول إلى الصيد والسباحة الوصول (لا يوجد شاطئ)، منطقة نزهة، مدرج، مسارات للمشي لمسافات طويلة وركوب الدراجات الجبلية، ومحطة تفريغ.
Area71 هو منتجع ترفيهي (RV)، ومطعم، ومتجر عام على بحيرة روك تيبل في شيل كنوب، ميزوري. تم إعادة بناء المتجر والمطعم بالكامل في عام 2016 مع قائمة طعام موسعة ومتجر لبيع الطعم. يتميز منتزه RV بإطلالات على بحيرة تيبل روك مع اتفاقيات تأجير طويلة المدى للموقع.